# Pragermánština
Pragermánština, nebo také starogermánština, je předpokládaným společným předchůdcem (prajazykem) všech germánských jazyků, jako je novodobá angličtina, nizozemština, afrikánština, němčina, dánština, norština, islandština, faerština, a švédština. Pragermánština není přímo doložena žádnými dochovanými texty, na základě srovnávací metody byla však rekonstruována. Nicméně pár dochovaných runových zápisů ze Skandinávie pocházejících z roku 200 n. l., je považováno za stupeň mezi pragermánštinou a starou severštinou, jež následovala vzápětí.
Pragermánština má původ v praindoevropštině (PIE).

## Vývoj pragermánštiny
Vývoj pragermánštiny započal odcizením obvyklého způsobu mluvy obyvatel v rámci geograficky si blízkých územních celků.

## Překlad Schleicherovy bajky do pragermánštiny
Schleicherova bajka je nejznámější pokus o rekonstrukci praindoevropského jazyka. Existuje i její překlad do zrekonstruované pragermánštiny.
Awiz ehwaz-uh: awiz, hwesja wulno ne ist, spehet ehwanz, ainan krun wagan wegantun, ainan-uh mekon boran, ainan-uh gumonun ahu berontun. Awiz nu ehwamaz weuhet: hert agnutai meke witantei, ehwans akantun weran. Ehwaz weuhant: hludi, awi! kert aknutai uns wituntmaz: mannaz, foþiz, wulnon awjan hwurneuti sebi warman wistran. Awjan-uh wulno ne isti. þat hehluwaz awiz akran bukeþ.

## Příklady

### Číslovky
| Pragermánsky    | Česky |
| ainaz = ᚫᛁᚾᚫᛉ   | jedna |
| twai = ᛏᚹᚫᛁ     | dvě   |
| þrīz = ᚦᚱᛁᛉ     | tři   |
| fedwōr = ᚠᛖᛞᚹᛟᚱ | čtyři |
| fimf = ᚠᛁᛗᚠ     | pět   |
| sehs = ᛊᛖᚺᛊ     | šest  |
| sebun = ᛊᛖᛒᚢᚾ   | sedm  |
| ahtōu = ᚹᚺᛏᛟᚢ   | osm   |
| newun = ᚾᛖᛟᚢᚾ   | devět |
| tehun = ᛏᛖᚺᚢᚾ   | deset |

## Vzorový text

### Všeobecná deklarace lidských práv
| pragermánsky | Allai manniz frijai galīkaihw midi werþō rehtamizuh gaburanai sindi. Þaimaz atgebanō sindi midwissį̄ gahugdizuh, auk anþiraimaz anadanų brōþurlīkanǭ augijaną skulun. |
| česky        | Všichni lidé se rodí svobodní a sobě rovní co do důstojnosti a práv. Jsou nadáni rozumem a svědomím a mají spolu jednat v duchu bratrství.                           |